# Kościół św. Jadwigi Śląskiej w Mądrem
Kościół świętej Jadwigi Śląskiej w Mądrem – rzymskokatolicki kościół parafialny należący do parafii pod tym samym wezwaniem (dekanat średzki archidiecezji poznańskiej).
Jest to świątynia wzniesiona w stylu neogotyckim w latach 1896-1897 według projektu Jana Rakowicza. Charakteryzuje się wieżą nakrytą spiczastym dachem hełmowym. W ołtarzu głównym jest umieszczona gotycka rzeźba Piety, wykonana w 1 połowie XV wieku. Kościół jest sanktuarium maryjnym, ponieważ kult Matki Boskiej Bolesnej Mądrskiej rozwija się od XVII wieku.